# KCモーターグループ
KCモーターグループ（英: KC Motorgroup Ltd. KCMG）は、中華人民共和国香港に拠点を置く自動車関連会社である。モータースポーツ活動および部品製造業を行っている。

## 概要
2007年に中国・香港をベースとしアジア太平洋地域で新しいレーシングプロジェクトを展開、支援するために設立された。チーム名のKCMGは「クゥン・チン・モーター・グループ」の略称。これはチーム代表のポール・イップ (Paul Ip) の香港名がイップ・クゥン・チン (Ip Kung Ching) であるため。最初は全日本F3選手権とアジアF3へと参戦を開始。そこから徐々に規模を拡大し、今では日本のトップフォーミュラであるスーパーフォーミュラや、FIA 世界耐久選手権（WEC）のLMP2クラスなどをメインにアジアを拠点に世界でも活躍の幅を広げている。
傘下に炭素繊維強化炭素複合材料（カーボンコンポジット）製造を手掛けるKCMGコンポジットインターナショナル（KCMG-CIL、本社はダブリン）を持つ。本社にR&Dセンター、台湾・台中市に生産拠点を持ち、2020年に稼働予定の新工場は敷地面積51ヘクタール、従業員5,000人以上を抱える、世界最大規模のカーボンコンポジット工場となる予定。2016年5月には童夢との提携を発表したが、2019年に提携を破棄している。

## レース活動

### 全日本F3
元トムスの土居隆二が代表を務めるdtm（ディーティーエム）に日本での運営を委託し、PTRS (Ping Tzuo Racing Spirit) チームとして2008年の全日本F3選手権Nクラスに参戦。翌2009年にはアチーブメント株式会社をメインスポンサーに据え、「ACHIEVEMENT by KCMG」として全日本F3 Nクラスに2台体制で参戦する。翌年には3台体制に拡大する。
2013年には一時シリーズから撤退するものの、2014年にはNクラスに1台体制で復帰を果たす。2015年にはCクラスに1台体制で参戦。2016年以降は参戦していない。

### フォーミュラ・ニッポン/スーパーフォーミュラ
全日本F3に参戦を開始した翌年の2010年に、国内トップフォーミュラのフォーミュラ・ニッポンへ平中克幸を擁しステップアップを果たす。以後1台体制での参戦を続け、アレキサンドレ・インペラトーリ、折目遼を起用。スーパーフォーミュラ (SF) へと名称変更後もリチャード・ブラッドリーと1年ごとにドライバーを変えながら参戦していたが、2014年からは2016年までは中山雄一、2017年からは小林可夢偉を起用し、第4戦もてぎで小林が2位に入りチーム初の表彰台を獲得した。
2018年よりパイオニア販売がメインスポンサーとなり、「carrozzeria Team KCMG」として参戦。2019年は松田次生がチーム監督に就任し、タイヤ2スペック使用ルールの盲点を突く「晴天下でウェットタイヤスタート」などの奇策を披露する。
2020年は2016年のSFチャンピオン国本雄資が加入し、チーム初の2台体制で参戦。

### WEC

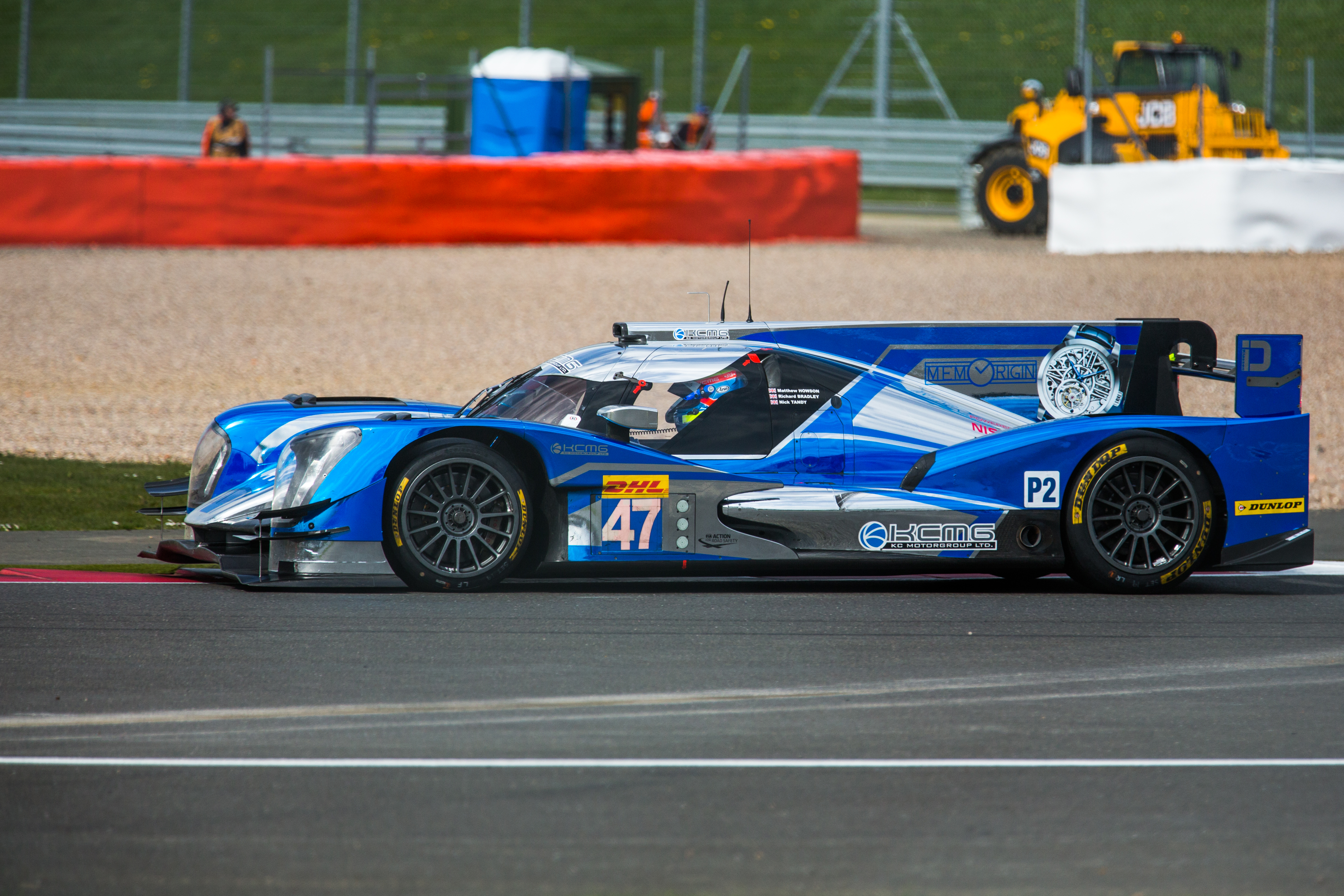
LMP2（2015年）

2013年にはアジアを飛び出し、WEC開幕戦のシルバーストーンラウンドでLMP2クラスへ参戦。さらにル・マン24時間レースにも挑戦し、中国系のチームとしては初めての参戦となり注目を集めた。
2014年にはオレカ・03でフル参戦を開始。ドライバーはKCMGと関わりのあるマシュー・ホーソン、リチャード・ブラッドレーに加えて開幕戦では松田次生を起用。このレースでは2位に入り、チーム初の表彰台を獲得。第4戦のアメリカラウンドでは再び松田次生が合流し、遂にクラス初優勝を飾る。その後第7戦、8戦でも勝利を重ねるなどの活躍を見せるも、ポイント係数が2倍のル・マン24時間レースでのリタイヤが響きランキング3位に終わる。
2015年はマシンを新型オレカ・05へスイッチ。第三ドライバーはニコラ・ラピエールとニック・タンディを起用。ル・マンではポールポジションを獲得し、決勝も圧倒的な速さで念願のクラス優勝を飾った。年間では安定感に勝ったGドライブに敗れ2位となった。
2016年は新しいことに挑戦したいという理由から、ポルシェワークスのプロトン・コンペティションとジョイントしてLM-GTEアマクラスに参戦。最高2位、年間4位で終えた。また前年クラス優勝によりル・マンのシード権を獲得していたLMP2にも、ホーソン・タンディ・松田で参戦したが、116周でリタイアに終わっている。
2017年以降はル・マン含めてWECには参戦していない。

### GT
2016年からアウディ・R8 LMSカップに参戦。開幕戦では中山雄一を起用した。
2017年開幕のブランパンGTシリーズ・アジアには、竹田直人・白坂卓也を擁してアウディ・R8 LMSの2台体制で参戦している。
2022年はポルシェ・911 GT3 Rで、デイトナ24時間、スパ24時間、ニュルブルクリンク24時間などの耐久レースにスポット参戦している。

### TCR
2018年はTCRヨーロッパ・シリーズにホンダ・シビックタイプR TCRで参戦。4勝を挙げチーム選手権ではチャンピオンに輝いた。更にWTCCに代わり新設されたWTCR(世界ツーリングカーカップ)にワイルドカード枠で第3戦ハンガロリンクに地元のアティラ・タッシ、第4戦ニュルブルクリンクにクリス・リチャードが出場した。しかし両ドライバーの最高位はタッシが15位、リチャードが16位だった。
2019年からWTCRに初のフル参戦を果たす。ドライバーに前年TCRヨーロッパ・シリーズでランキング4位のアティラ・タッシと前年の鈴鹿で1年振りの復帰を果たしたティアゴ・モンテイロを起用した。マシンはホンダ・シビックタイプR TCRの2台体制で出場。モンテイロは母国戦となる第6戦ポルトガルのレース3で実に2年振りの勝利を果たした。その後第8戦鈴鹿のレース1で3位表彰台に入り、ランキング20位となった。一方タッシは第5戦ニュルブルクリンクのレース2で表彰台一歩手前の4位に入るなど前半戦はチームメイトのモンテイロを上回っていたが、第6戦ポルトガルのレース3で初のポールポジションを獲得するも、レース本番ではエンジントラブルにより初優勝はならなかった。この影響なのか後半戦はほとんどのレースでモンテイロの成績を下回り、WTCR初年度はランキング24位で終わった。なおチーム選手権ではシーズン1勝挙げたにもかかわらず全13チーム中最下位に終わった。

### FIA-F4
2019年11月、国際自動車連盟 (FIA) とSROが企画した国別対抗戦「FIAモータースポーツゲームス」のフォーミュラ4 (F4) カップレースで使用されるF4マシン「KC.MG-01」を開発・製造した。KCコンポジットが製造したカーボンモノコックに、アバルト製1.4Lターボエンジンを搭載し、F1以外のフォーミュラカーでは初めてハイブリッドシステム (12 kW) を使用。また、F4マシンではまだ義務化されていない頭部保護デバイス「Halo」も採用した。
2024年7月、インタープロトシリーズ併催の「KYOJO CUP」において、2025年シーズンよりKC-MG01をワンメイクマシンに採用することが発表された。

## 戦績

### FIA 世界耐久選手権
| 年     | チーム名 | 使用車両          | ドライバー                                                                                                  | クラス   | 1     | 2     | 3       | 4      | 5     | 6       | 7     | 8     | 9     | Pts. | Pos. |
| ------ | -------- | ----------------- | --- | -------- | ----- | ----- | ------- | ------ | ----- | ------- | ----- | ----- | ----- | ---- | ---- |
| 2014年 | KCMG     | オレカ・03・日産  | マシュー・ハウソン リチャード・ブラッドリー 松田次生（Rd.1,4） アレキサンドレ・インペラトーリ（Rd.2–3,5–8） | LMP2     | SIL 2 | SPA 2 | LMS Ret | COA 1  | FUJ 2 | SHA Ret | BHR 1 | SÃO 1 |       | 130  | 3位  |
| 2015年 | KCMG     | オレカ・05・日産  | マシュー・ハウソン リチャード・ブラッドリー ニック・タンディ（Rd.1,4,6–8） ニコラ・ラピエール（Rd.2–3,5）   | LMP2     | SIL 4 | SPA 3 | LMS 1   | NÜR 1  | COA 2 | FUJ Ret | SHA 3 | BHR 2 |       | 155  | 2位  |
| 2016年 | KCMG     | ポルシェ・911 RSR | クリスチャン・リード ヴォルフ・ヘンツラー ジョエル・カマティアス                                            | LMGTE Am | SIL 4 | SPA 4 | LMS 5   | NüR EX | MEX 3 | COA 2   | FUJ 3 | SHA 3 | BHR 2 | 125  | 4位  |

### ル・マン24時間レース
| 年   | チーム | 車両                                 | クラス   | No. | ドライバー                                                                 | 周回数 | 総合順位 | クラス順位 |
| ---- | ------ | ------------------------------------ | -------- | --- | -------------------------------------------------------------------------- | ------ | -------- | ---------- |
| 2013 | KCMG   | モーガン・LMP2・日産 VK45DE 4.5 L V8 | LMP2     | 47  | アレキサンドレ・インペラトーリ マシュー・ハウソン ホーピン・タン           | 241    | DNF      | DNF        |
| 2014 | KCMG   | オレカ・03R・日産 VK45DE 4.5 L V8    | LMP2     | 47  | マシュー・ハウソン リチャード・ブラッドリー アレキサンドレ・インペラトーリ | 87     | DNF      | DNF        |
| 2015 | KCMG   | オレカ・05・日産 VK45DE 4.5 L V8     | LMP2     | 47  | マシュー・ハウソン リチャード・ブラッドリー ニコラ・ラピエール             | 358    | 9位      | 1位        |
| 2016 | KCMG   | オレカ・05・日産 VK45DE 4.5 L V8     | LMP2     | 47  | 松田次生 リチャード・ブラッドリー マシュー・ハウソン                       | 116    | DNF      | DNF        |
| 2016 | KCMG   | ポルシェ・911 RSR                    | LMGTE Am | 78  | クリスチャン・リード ヴォルフ・ヘンツラー ジョエル・カマティアス           | 300    | 41位     | 10位       |

### フォーミュラ・ニッポン/スーパーフォーミュラ
| 年     | チーム                | No. | ドライバー                     | 1       | 2       | 2       | 3       | 4       | 5       | 5       | 6       | 7        | 7        | 8      | 9      | 10     | 順位 | ポイント |
| ------ | --------------------- | --- | ------------------------------ | ------- | ------- | ------- | ------- | ------- | ------- | ------- | ------- | -------- | -------- | ------ | ------ | ------ | ---- | -------- |
| 2011年 | SGC by KCMG           | 18  | アレキサンドレ・インペラトーリ | SUZ 10  | AUT 7   | AUT 7   | FSW Ret | TRM 11  | SUZ C   | SUZ C   | SUG 12  | TRM1 8   | TRM2 Ret |        |        |        | 9位  | 2.5      |
| 2012年 | SGC by KCMG           | 18  | 折目遼                         | SUZ 17  | TRM 15  | TRM 15  | AUT Ret | FSW Ret | TRM Ret | TRM Ret | SUG Ret | SUZ1 18  | SUZ2 15  |        |        |        | NC   | 0        |
| 2013年 | KCMG                  | 18  | リチャード・ブラッドリー       | SUZ 19  | AUT Ret | AUT Ret | FSW Ret | TRM 14  | INJ C   | INJ C   | SUG Ret | SUZ1 13  | SUZ2 18  |        |        |        | NC   | 0        |
| 2014年 | KCMG                  | 18  | 中山雄一                       | SUZ Ret | FSW1 13 | FSW2 16 | FSW 10  | TRM Ret | AUT 16  | AUT 16  | SUG 13  | SUZ1 Ret | SUZ2 18  |        |        |        | NC   | 0        |
| 2015年 | KCMG                  | 18  | 中山雄一                       | SUZ 13  | OKA Ret | OKA Ret | FSW 15  | TRM 16  | AUT 19  | AUT 19  | SUG 10  | SUZ1 Ret | SUZ2 6   |        |        |        | 11位 | 1.5      |
| 2016年 | KCMG                  | 18  | 中山雄一                       | SUZ 13  | OKA 10  | OKA 10  | FSW 9   | TRM 15  | OKA1 17 | OKA2 13 | SUG Ret | SUZ1 14  | SUZ2 11  |        |        |        | NC   | 0        |
| 2017年 | KCMG                  | 18  | 小林可夢偉                     | SUZ 9   | OKA1 4  | OKA2 5  | FSW 15  | TRM 2   | AUT 7   | AUT 7   | SUG 7   | SUZ1 C   | SUZ2 DNQ |        |        |        | 6位  | 16.5     |
| 2018年 | carrozzeria Team KCMG | 18  | 小林可夢偉                     | SUZ 10  | AUT C   | AUT C   | SUG 6   | FSW 12  |         |         | OKA 2   | SUZ 13   | SUZ 13   |        |        |        | 9位  | 7        |
| 2018年 | carrozzeria Team KCMG | 18  | 中山雄一                       |         |         |         |         |         | TRM 13  | TRM 13  |         |          |          |        |        |        | 9位  | 7        |
| 2019年 | carrozzeria Team KCMG | 18  | 小林可夢偉                     | SUZ 9   | AUT 10  | AUT 10  | SUG 2   | FSW 6   | TRM 2   | TRM 2   | OKA 18  | SUZ 12   | SUZ 12   |        |        |        | 9位  | 19       |
| 2020年 | carrozzeria Team KCMG | 7   | 小林可夢偉                     | TRM 14  |         |         | SUG 14  |         | SUZ 4   | SUZ 4   | SUZ 15  | FSW 11   | FSW 11   |        |        |        | 8位  | 27       |
| 2020年 | carrozzeria Team KCMG | 7   | 中山雄一                       |         | OKA 11  | OKA 11  |         | AUT 18  |         |         |         |          |          |        |        |        | 8位  | 27       |
| 2020年 | carrozzeria Team KCMG | 18  | 国本雄資                       | TRM Ret | OKA 7   | OKA 7   | SUG 5   | AUT 4   | SUZ 3   | SUZ 3   | SUZ Ret | FSW 15   | FSW 15   |        |        |        | 8位  | 27       |
| 2021年 | KCMG                  | 7   | 小高一斗                       | FSW 15  | SUZ 16  | SUZ 16  | AUT 16  | SUG 17  | TRM 14  | TRM 14  |         | SUZ 18   | SUZ 18   |        |        |        | 10位 | 4        |
| 2021年 | KCMG                  | 7   | 小林可夢偉                     |         |         |         |         |         |         |         | TRM 10  |          |          |        |        |        | 10位 | 4        |
| 2021年 | KCMG                  | 18  | 国本雄資                       | FSW 8   | SUZ Ret | SUZ Ret | AUT Ret | SUG 13  | TRM 11  | TRM 11  | TRM Ret | SUZ 15   | SUZ 15   |        |        |        | 10位 | 4        |
| 2022年 | KCMG                  | 7   | 小林可夢偉                     | FSW 18  | FSW 9   | FSW 9   | SUZ 5   | AUT Ret | SUG 17  | SUG 17  | FSW 14  | MOT 14   | MOT 14   | MOT 17 | SUZ 18 | SUZ 10 | 10位 | 18       |
| 2022年 | KCMG                  | 18  | 国本雄資                       | FSW 13  | FSW 15  | FSW 15  | SUZ 6   | AUT 11  | SUG 9   | SUG 9   | FSW 8   | MOT 15   | MOT 15   | MOT 12 | SUZ 20 | SUZ 18 | 10位 | 18       |
| 2023年 | Kids com Team KCMG    | 7   | 小林可夢偉                     | FSW Ret | FSW 6   | FSW 6   | SUZ 14  | AUT 11  | SUG 6   | SUG 6   | FSW 9   | MOT 7    | MOT 7    | SUZ 8  | SUZ 17 |        | 8位  | 24.5     |
| 2023年 | Kids com Team KCMG    | 18  | 国本雄資                       | FSW 12  | FSW 16  | FSW 16  | SUZ 16  | AUT 10  | SUG 9   | SUG 9   | FSW 15  | MOT 10   | MOT 10   | SUZ 16 | SUZ 8  |        | 8位  | 24.5     |
| 2024年 | Kids com Team KCMG    | 7   | 小林可夢偉                     | SUZ 19  | AUT 10  | AUT 10  | SUG 10  | FSW 8   | MOT     | MOT     | FSW     | FSW      | FSW      | SUZ    | SUZ    |        | 7位  | 20.5     |
| 2024年 | Kids com Team KCMG    | 8   | 福住仁嶺                       | SUZ 6   | AUT 8   | AUT 8   | SUG 13  | FSW 4   | MOT     | MOT     | FSW     | FSW      | FSW      | SUZ    | SUZ    |        | 7位  | 20.5     |